# Effet de sol

« Jupes à effet de sol » (violettes)…

...de la Lotus 79 wing-car conçue par Colin Chapman.

L'effet de sol est un phénomène aérodynamique qui concerne la portance et la traînée d'une surface en mouvement à proximité du sol, comme la voilure d'un aérodyne (portance aérodynamique) ou la face interne du plenum d'un navire à coussin d'air (portance aérostatique). L'effet de sol peut être utilisé pour générer une déportance dans le cas d'une voiture de course.

## Historique
L'effet de sol est connu en aviation depuis les années 1920. En 1921, Carl Wieselsberger a donné une explication théorique de l'effet de sol, et a été décrit également par le Français Le Sueur en 1934 dans un rapport traduit en anglais par le NACA.
En 1935 l'ingénieur finlandais T. Kaario réalise une série d'engins à effet de sol montés sur skis (aerosledge). Quelques véhicules expérimentaux ont été construits en Scandinavie et en Finlande avant 1940[réf. souhaitée]. Vers les années 1960, des progrès importants ont été réalisés, par notamment Rostislav Alekseïev en URSS et par l'Allemand Alexander Lippisch, travaillant aux États-Unis. Leur influence sur la conception des engins à effet de sol est toujours perceptible aujourd'hui.

## Portance

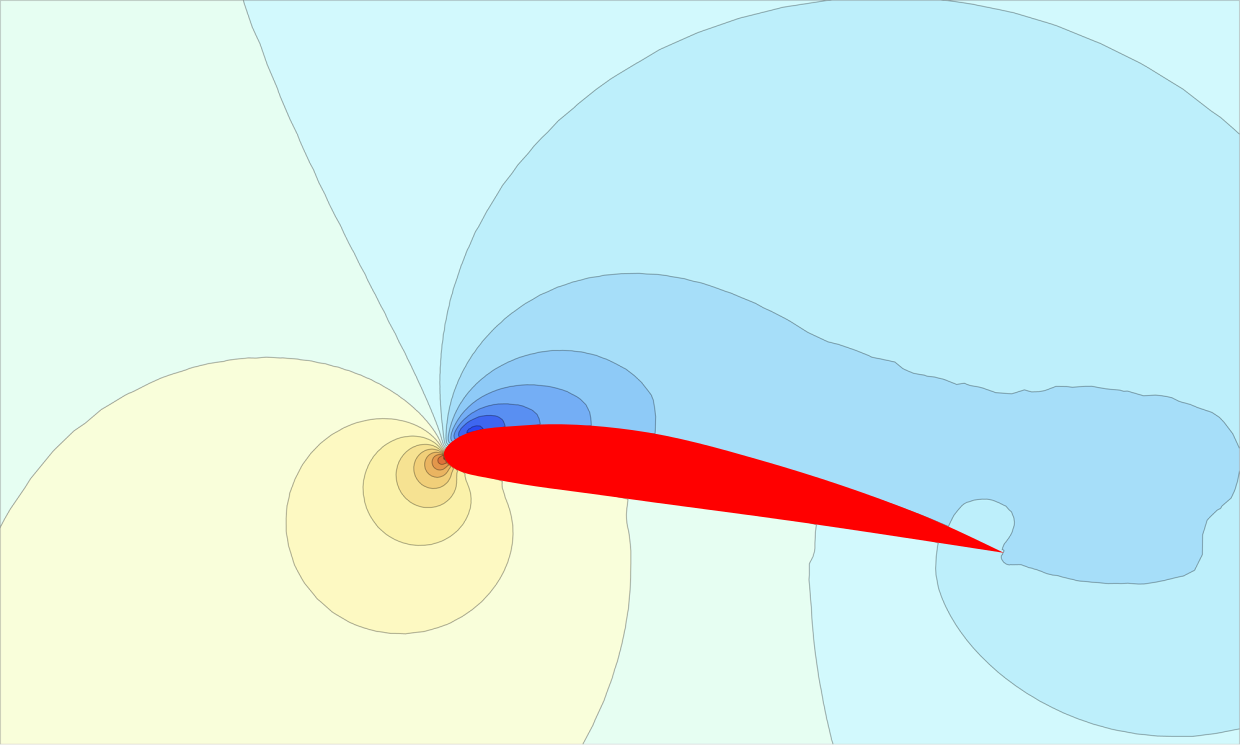
Portance sans effet de sol (l'aile est dans un espace sans limite).
haute pression
basse pression

En général, lorsqu'elle avance horizontalement, une aile légèrement inclinée génère une force dirigée vers le haut. Cette force, la portance, a pour origine la déflexion vers le bas de la masse d'air située sous l'aile à mesure qu'elle avance. Lorsque l'aile se déplace près du sol, le déplacement vertical de l'air est limité et alors la pression sous l'aile augmente (effet coussin d'air). Cette augmentation de la différence de pression sous l'aile et au-dessus de l'aile s'ajoute à l'effet de la déflexion de la masse d'air et augmente ainsi la force dirigée vers le haut. Plus l'aile est proche du sol, plus l'effet de sol est prononcé.

### Portance aérodynamique

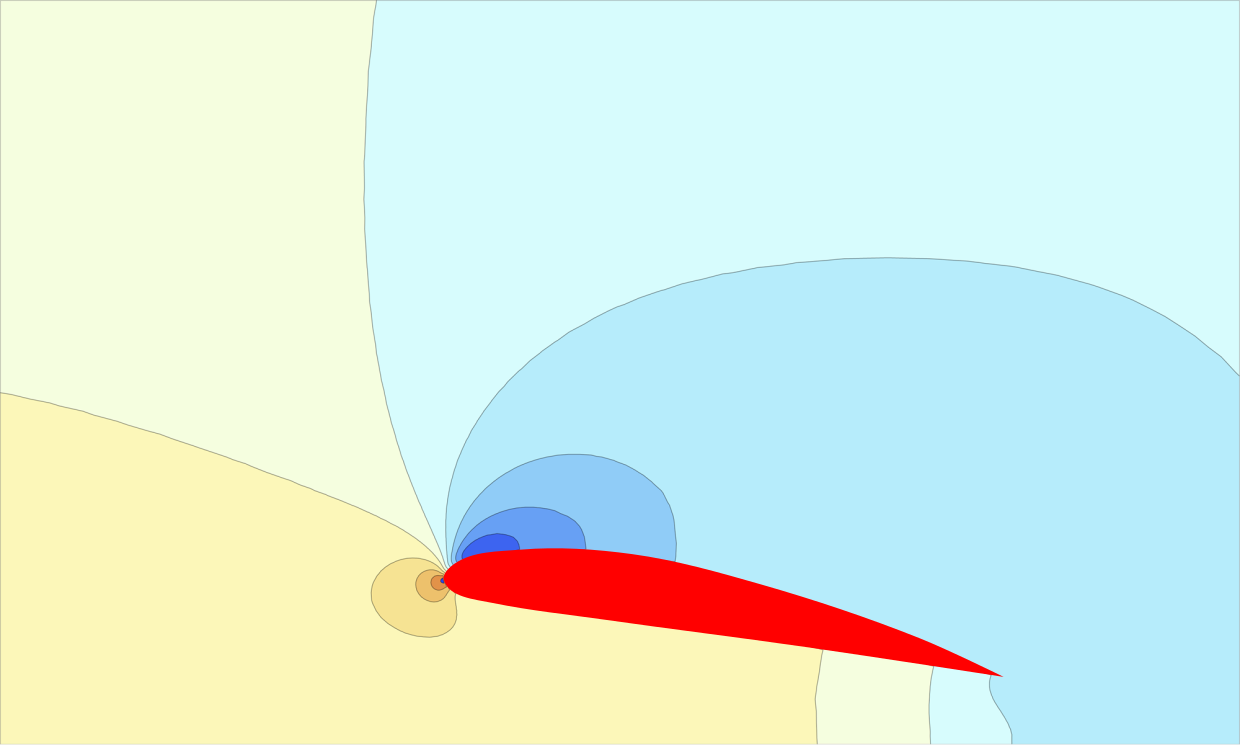
Portance avec effet de sol (le sol se trouve en bas de l'image et la pression sous l'aile a augmenté).
haute pression
basse pression

De nombreux oiseaux utilisent l'effet de sol en volant au ras de l'eau. Ils peuvent voler au ras de l'eau également pour voler face au vent à moindre effort (le vent est plus faible au ras de la surface).

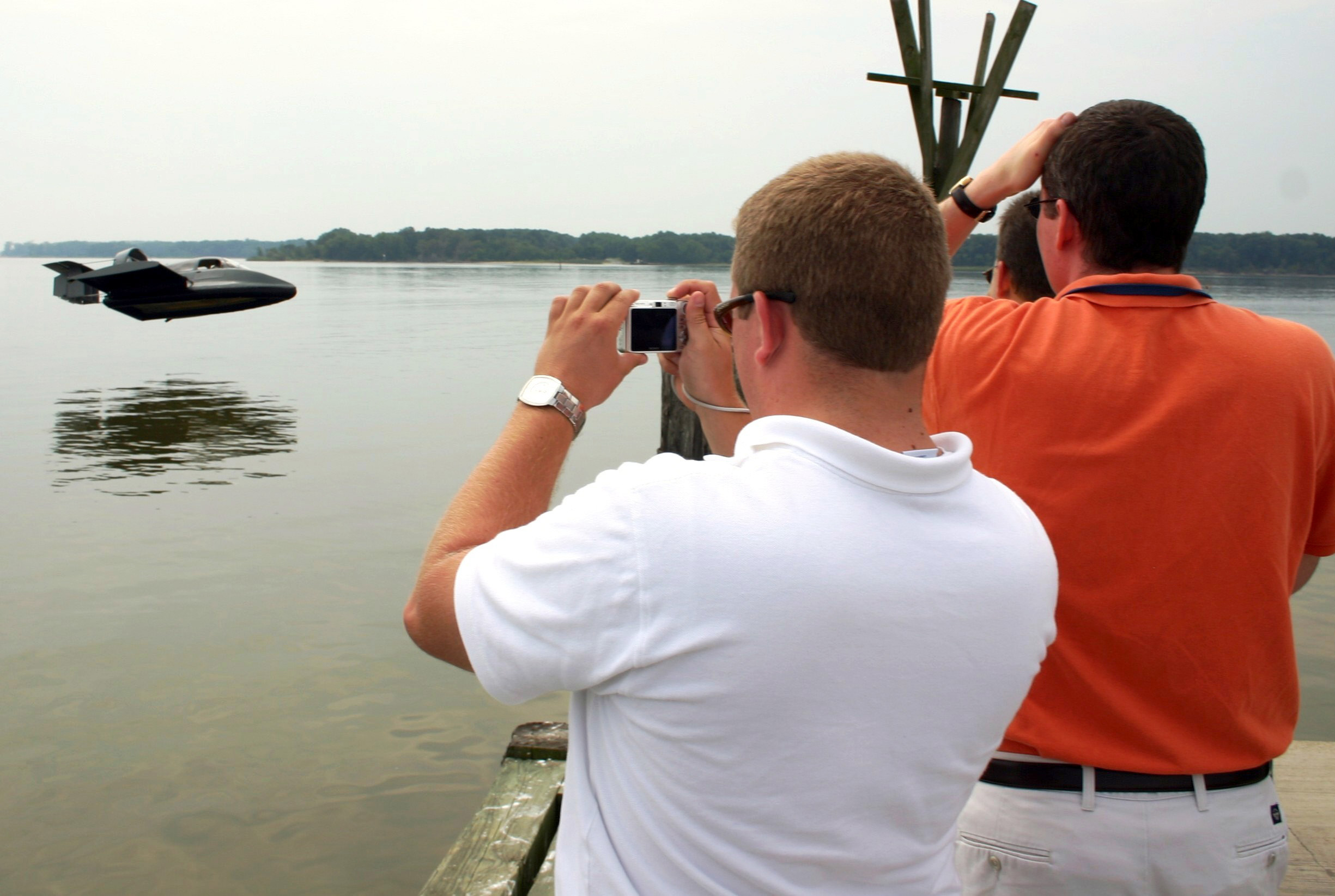
Un UH-19XRW en démonstration.

En aéronautique, dans le cas d'un aérodyne à effet de sol, le vol à proximité du sol augmente légèrement la pente de portance (la portance est plus grande à incidence identique), ce qui permet, à portance égale, de réduire l'angle d'incidence et la déflexion et donc la traînée induite par la portance. Cela améliore la finesse (le rapport portance/traînée) de l'engin et permet d'économiser du carburant pour augmenter l'autonomie ou la masse transportée.
Selon Maurice Le Sueur (1934) : « Un vaste champ s'offre à l'imagination des inventeurs. L'interférence du sol réduit le niveau de puissance demandé de façon importante; on obtient un transport à la fois rapide et économique en concevant un avion qui vole en permanence à proximité du sol. A première vue ceci peut apparaître dangereux parce que le sol n'est pas toujours plat et que le vol rasant ne laisse pas beaucoup de liberté de manœuvre. Mais pour des engins de grande dimension, le coup vaut d'être tenté… ».

#### Types d'engins à effet de sol aérodynamique
Ce phénomène est mis à profit par des avions à effet de sol, en anglais WIG (Wing In Ground effect) ou GEA (Ground Effect Aircraft) :
- le concept Ekranoplan, appellation russe du concepteur Rostislav Alekseïev,
- la configuration Lippisch (en delta inversé) : X-112, X-113, RFB X-114, Airfish (Hanno Fischer)[5], Navion (navire-avion). Il existe une variante à portance hybride de ces engins présentant à la fois des ailes (portance aérodynamique) et soit une hypersustentation locale générée par des soufflantes spécifiques, soit un coussin d'air plus ou moins délimité par des jupes déformables ou des surfaces mobiles (Hoverwing)[6]. La surpression aérostatique est utilisée dans ce cas comme portance additionnelle pour faciliter le décollage.
- Flairboat et Flairship à ailes en tandem de Günther Jörg, à partir de 1974[7]

Ces engins sont conçus pour voler à faible altitude au-dessus de l'eau (entre le cinquième et le dixième de leur envergure, voire moins). La puissance installée ne permet pas aux engins à faible envergure de voler hors effet de sol, la traînée induite par la portance étant alors trop forte.

### Portance aérostatique
La portance est obtenue par le différentiel de pression qui existe entre l'air extérieur et l'air soufflé dans une enceinte quasi close ou plenum par une motorisation entraînant une soufflante de sustentation. Comme pour une machine à voilure tournante (un hélicoptère), la portance ne dépend pas de la vitesse de l'engin, mais du fonctionnement de la soufflante.
- Navire « à coussin d'air » de type aéroglisseur (Hovercraft), en anglais ACV (Air Cushion Vehicle).
- Navire à effet de surface (catamaran à coussin d'air), en anglais SES (Surface Effect Ship). Une partie de la portance (environ 15 %) reste assurée par les coques immergées.
- Près du sol, un hélicoptère en vol stationnaire profite d'un effet de sol dû au souffle de son rotor principal. Les performances en vol stationnaire d'un hélicoptère sont donc indiquées en fonction de sa proximité du sol : Dans l'Effet de Sol (DES) ou Hors Effet de Sol (HES).

## Déportance

### Déportance aérodynamique

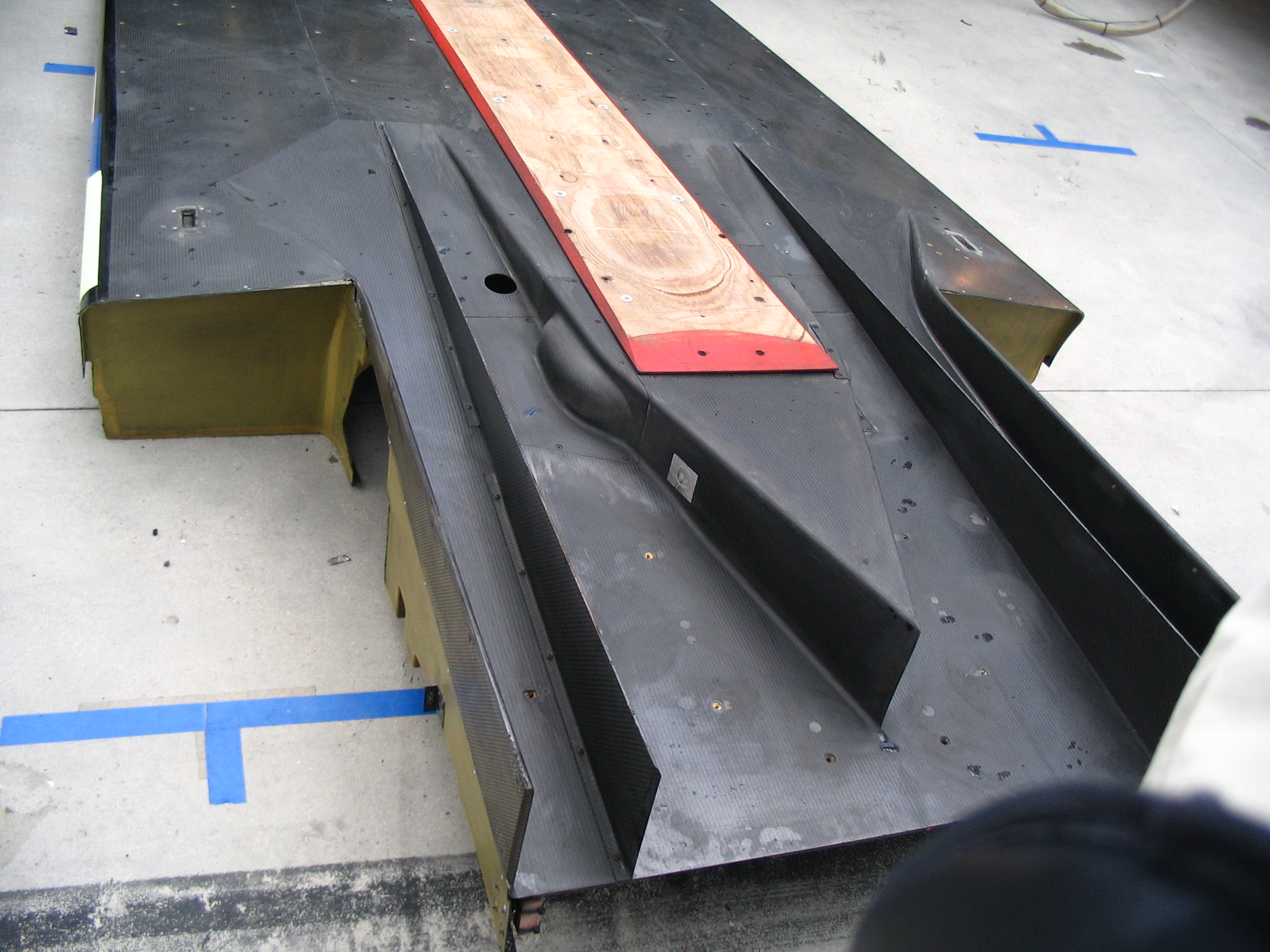
Fond plat avec diffuseur arrière (retourné) d'une voiture de type Sport-prototypes.

En sport automobile, l'effet de sol est utilisé pour augmenter l'adhérence (le grip) des pneumatiques (pour augmenter le niveau admissible de vitesse en virage, à l'accélération et au freinage). Le fond plat est entouré de jupes latérales pour canaliser l'air qui passe sous la voiture. Comme le fond plat se relève sur l'arrière, l'augmentation de la section entre le sol et le fond plat provoque une diminution locale de la pression de l'air qui plaque la voiture au sol.
Cette technique, développée par Colin Chapman, sur les Lotus 78 et Lotus 79, s'ajoute à la déportance aérodynamique des ailerons, qui eux ne sont pas à effet de sol. En Formule 1, l'effet de sol a été progressivement limité avant d'être banni en 1982, et l'emploi de jupes interdit, pour raison de sécurité, la déterioration de celles-ci annihilant l'effet de sol et rendant la voiture instable et donc dangereuse.
Le règlement 2022 de la Formule 1 marque le retour de l'effet de sol, non plus avec des jupes mais à l'aide d'un fond plat. 

### Déportance aérostatique

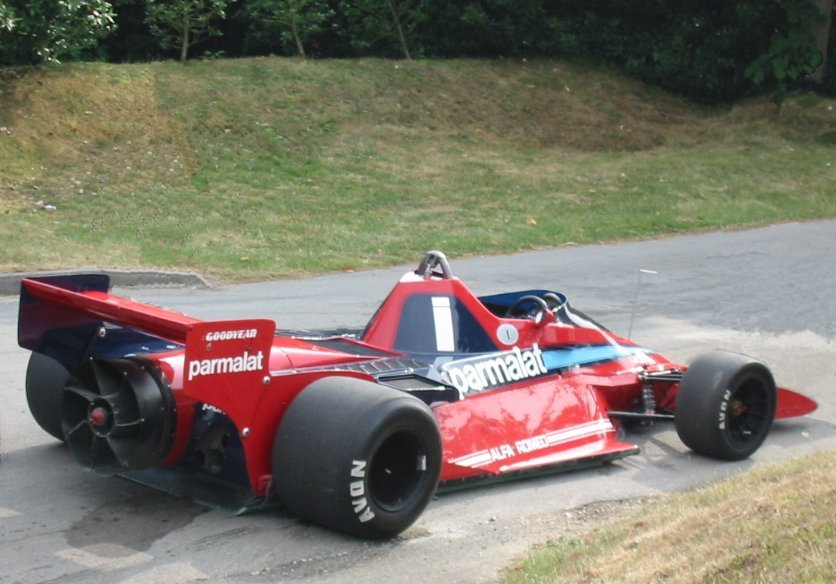
La Brabham BT46 « aspirateur ».

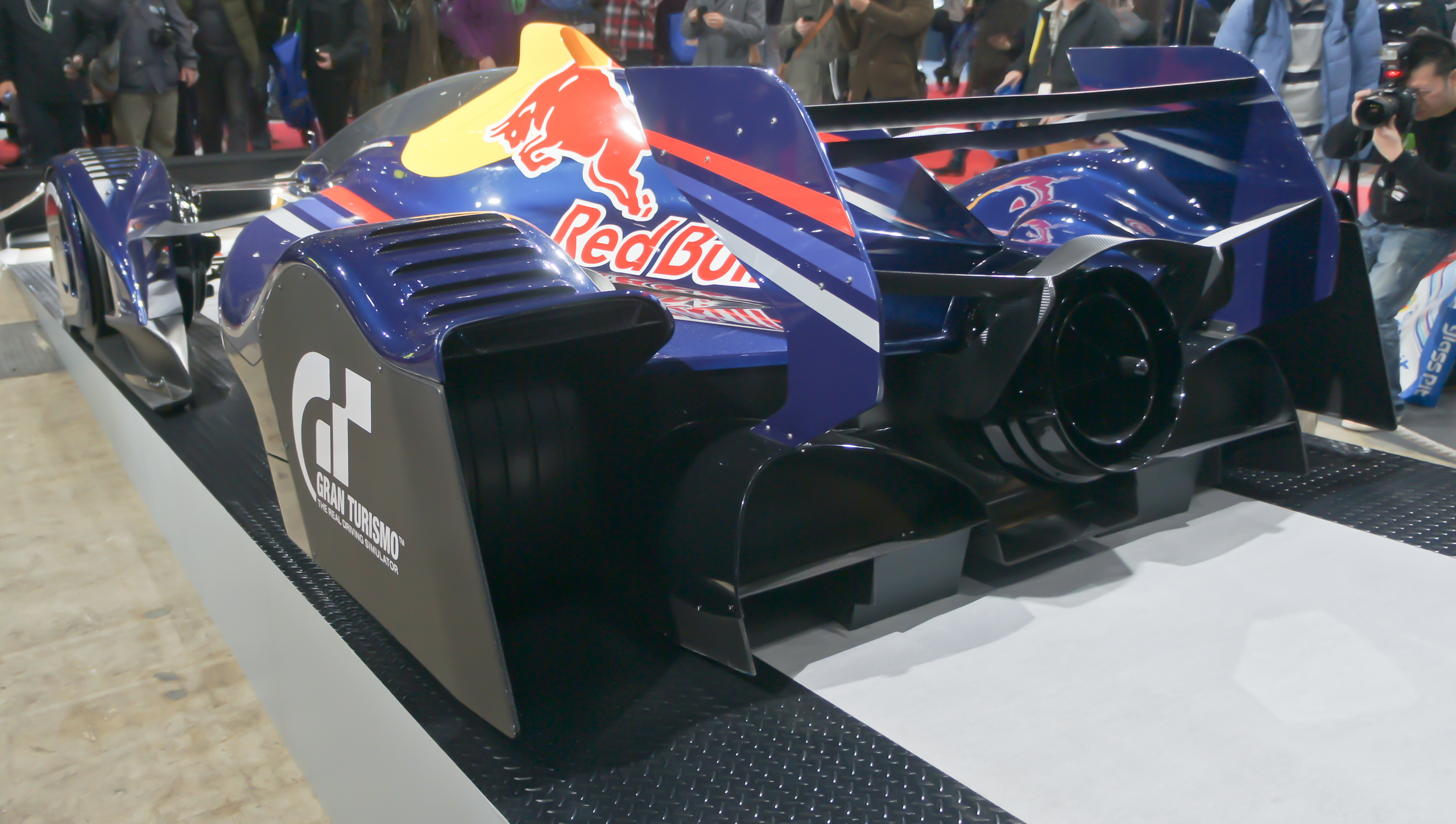
Modèle à l'échelle 1/1 de la Red Bull X2010 au salon automobile de Tokyo en 2012

La Brabham BT 46 B a démontré l'effet optimal de l'effet de sol ; sur cette monoplace de Formule 1 créée en 1978, la dépression recherchée entre le sol et le fond plat était assurée par une turbine d'aspiration entraînée par le moteur. L'efficacité de ce système était telle que la voiture ne participa qu'à un seul Grand Prix, le Grand Prix de Suède, pilotée par Niki Lauda qui remporta la victoire, avant d'être déclarée interdite en course.
La Chaparral 2J a été la première voiture de course équipée d'un tel système en 1970. Courant en Amérique du Nord en catégorie CanAm, elle fut, elle aussi, interdite en raison de ses trop grandes performances. La déportance était assurée par deux ventilateurs auxiliaires attelés à des moteurs 2-temps de motoneige qui assuraient une déportance égale au poids de la voiture. En cas de panne de ces auxiliaires (ce qui arriva occasionnellement) la voiture devenait impossible à conduire et devait abandonner. Des « jupes » en Lexan (un plastique semi-souple de type polycarbonate, alors révolutionnaire, créé par la division Plastiques de General Electric) descendaient au ras du sol pour optimiser l'effet de succion. Les adversaires se plaignaient des projections de graviers aspirés par les puissants ventilateurs, qui les mitraillaient littéralement.
D'une façon anecdotique, la Red Bull X2010 (en), une voiture qui apparaît dans le jeu vidéo Gran Turismo 5, utilise aussi cette technique de l'« aspirateur », mais une telle voiture atteindrait les limites de ce qu'un corps humain pourrait supporter, avec notamment une accélération latérale de 8 g en virage.